# Euproctis turfict
Euproctis turfict är en fjärilsart som beskrevs av Collenette 1931. Euproctis turfict ingår i släktet Euproctis och familjen tofsspinnare. Inga underarter finns listade i Catalogue of Life.